# Dalibor Doder
Dalibor Doder, född 24 maj 1979 i Fosie i Malmö, är en svensk handbollsspelare av serbiskt ursprung. Doder spelar för klubblaget Vinslövs HK sedan november 2022. Han är högerhänt och spelar i anfall som mittnia.

## Handbollskarriär

### Klubblagsspel
Dalibor Doder började sin karriär i Malmö HP. 1995 blev han upptäckt av en talangscout från elitklubben Lugi, för vilka han debuterade i den svenska Elitserien 1998. Han var sedan snart Lugis bästa spelare, till och med alltför dominerande. 2003 värvades han till elitseriekonkurrenten IFK Ystad. Där spelade han två år och var med i en semifinal som bäst. 
2005 gick Dalibor Doder till det spanska klubblaget SD Teucro som då spelade i andradivisionen, men bara ett halvår senare bytte han klubb igen till BM Aragón från Zaragoza. BM Aragón var ett steg upp i karriären eftersom denna klubb spelade i den högsta ligan, Liga Asobal. Med Doder i laget kvalificerade sig Aragón för gruppspelet i EHF-cupen och där laget gick ända till final mot det tyska laget SC Magdeburg. 2009 bytte han klubb till CB Ademar León och 2010 till GWD Minden i Tyskland. Sen har han fortsatt i Minden och var med och förde upp klubben i Bundesliga 2012. Man har sedan åkt ur och tagit sig upp igen. 2017 förlängde Dalibor Doder sitt kontrakt med  GWD Minden till 2019. 2018 var Doder äldste utespelaren i tyska bundesligan med sina 39 år.
2019 valde Doder att återvända till Sverige då han skrev på för Ystads IF. Han var med och vann SM-guld 2022 med Ystads IF. Han gick sedan över till IFK Ystad. I november 2022 köptes han loss från IFK Ystad av Vinslövs HK.

### Landslagsspel
Trots att han spelade sin första landskamp redan 1998 dröjde mästerskapsdebuten till EM 2008 i Norge. Doder spelade där som förstaval som mittnia. Han spelade sedan i VM 2009, EM 2010, VM 2011, EM 2012 och  2012 OS i London som blev hans sista mästerskap. Efter fjärdeplatsen i VM 2011 på hemmaplan utsågs han till turneringens bästa mittnia. Petningen ur landslaget tog Dalibor Doder hårt.

## Meriter
- VM 2011: 4:a med svenska landslaget
- OS 2012: Silver med svenska landslaget
- Mittnia i All star team i VM 2011 i Sverige